# کارن لانکاوم
کارن لانکاوم (فرانسوی: Karen Lancaume‎؛ زاده ۱۹ ژانویهٔ ۱۹۷۳ درگذشته ۲۸ ژانویهٔ ۲۰۰۵) یک بازیگر پورنوگرافی اهل فرانسه بود.